# Ács vasútállomás
Ács vasútállomás a Komárom-Esztergom vármegyei Ács városának vasútállomása, amelyet a MÁV üzemeltet. Az állomásnak nyolc vágánya van, melyek közül az ötödik és a hatodik átmenő; felvételi épülete egy 1883-as vasúti tervsorozat alapján épült. A belterület északi széle közelében helyezkedik el, közúti megközelítését a városközpontból induló (a 8151-es út belvárosi szakaszából kiágazó) 81 329-es számú mellékút biztosítja. [Területét közvetlenül határolja észak felől a 8153-as út, így abból az irányból is elérhető.]

## Vasútvonalak
Az állomást az alábbi vasútvonalak érintik:
- Budapest–Hegyeshalom-vasútvonal

## Története
A településen 1856. augusztus 15-én indult meg a vasúti forgalom, amikor átadták a Győr és Újszőny (azaz a mai Komárom) közötti 37 km hosszú vasútvonalat. A ma is látható, másodosztályú felvételi épület átadására a MÁV 1883-as tervsorozatának keretében került sor.

## Kapcsolódó állomások
A vasútállomáshoz az alábbi állomások vannak a legközelebb:
- Komárom vasútállomás (Budapest-Keleti pályaudvar, Budapest–Hegyeshalom-vasútvonal)
- Nagyszentjános vasútállomás (Rajka vasútállomás, Budapest–Hegyeshalom-vasútvonal)

## Forgalom
| Járat                   | Útvonal | Gyakoriság                |
| ----------------------- | --- | ------------------------- |
| S10                     | Budapest-Déli – Budapest-Kelenföld – Budaörs – Törökbálint – Biatorbágy – Herceghalom – Bicske alsó – Bicske – Szár – Szárliget – Alsógalla – Tatabánya – Vértesszőlős – Tóvároskert – Tata – Almásfüzitő – Almásfüzitő felső – Szőny – Komárom – Ács – Nagyszentjános – Győrszentiván – Győr-Gyárváros – Győr                                                    | Óránként                  |
| gyorsított személyvonat | Budapest-Keleti – Ferencváros – Budapest-Kelenföld – (Biatorbágy → Bicske alsó → Bicske →) Alsógalla – Tatabánya (← Vértesszőlős) – Tóvároskert – Tata (← Almásfüzitő ← Almásfüzitő felső ← Szőny) – Komárom – Ács (← Nagyszentjános ← Győrszentiván) – Győr-Gyárváros – Győr – Abda – Öttevény – Lébény-Mosonszentmiklós – Mosonmagyaróvár – Levél – Hegyeshalom | Munkanapokon napi 1-2 pár |